# Ctenus tuniensis
Ctenus tuniensis är en spindelart som beskrevs av Patel och C. Adinarayana Reddy 1988. Ctenus tuniensis ingår i släktet Ctenus och familjen Ctenidae. Inga underarter finns listade i Catalogue of Life.